# Westchester (Florida)
Westchester ist  ein census-designated place (CDP) im Miami-Dade County im US-Bundesstaat Florida. Das U.S. Census Bureau hat bei der Volkszählung 2020 eine Einwohnerzahl von 56.384 ermittelt. 

## Geographie
Westchester liegt etwa 5 km westlich von Miami. Der CDP wird vom Tamiami Trail (U.S. 41, SR 90) sowie von den Florida State Roads 821 (Homestead Extension of Florida’s Turnpike, mautpflichtig), 826 (Palmetto Expressway), 973, 976 und 985 durchquert bzw. tangiert.
Im Zuge des Census 2020 wurde der vormalige CDP University Park dem Ort zugeschlagen. Seitdem befindet sich hier der Campus der Florida International University (FIU), das Frost Art Museum, der Sitz des National Hurricane Center sowie das FIU Stadium, das FIU Baseball Stadium und die Mehrzweckhalle FIU Arena.

## Demographische Daten
Laut der Volkszählung 2010 verteilten sich die damaligen 29.862 Einwohner auf 9.621 Haushalte. Die Bevölkerungsdichte lag bei 2.871,3 Einw./km². 95,7 % der Bevölkerung bezeichneten sich als Weiße, 1,2 % als Afroamerikaner, 0,1 % als Indianer und 0,4 % als Asian Americans. 1,4 % gaben die Angehörigkeit zu einer anderen Ethnie und 1,2 % zu mehreren Ethnien an. 91,1 % der Bevölkerung bestand aus Hispanics oder Latinos.
Im Jahr 2010 lebten in 33,4 % aller Haushalte Kinder unter 18 Jahren sowie 51,3 % aller Haushalte Personen mit mindestens 65 Jahren. 79,1 % der Haushalte waren Familienhaushalte (bestehend aus verheirateten Paaren mit oder ohne Nachkommen bzw. einem Elternteil mit Nachkomme). Die durchschnittliche Größe eines Haushalts lag bei 3,11 Personen und die durchschnittliche Familiengröße bei 3,32 Personen.
19,7 % der Bevölkerung waren jünger als 20 Jahre, 23,0 % waren 20 bis 39 Jahre alt, 27,4 % waren 40 bis 59 Jahre alt und 30,0 % waren mindestens 60 Jahre alt. Das mittlere Alter betrug 45 Jahre. 47,3 % der Bevölkerung waren männlich und 52,7 % weiblich.
Das durchschnittliche Jahreseinkommen lag bei 44.688 $, dabei lebten 13,3 % der Bevölkerung unter der Armutsgrenze.
Im Jahr 2000 war Englisch die Muttersprache von 10,79 % der Bevölkerung, Spanisch sprachen 88,82 % und 0,40 % hatten eine andere Muttersprache.